# .tw
.tw ist die länderspezifische Top-Level-Domain (ccTLD) der Republik China (Taiwan). Sie wurde am 31. Juli 1989 eingeführt und wird heute technisch auf vier Servern in Taiwan, USA und anderen Ländern betrieben. Verwaltet wird sie von der Technischen Universität in Taipeh.

## Kriterien

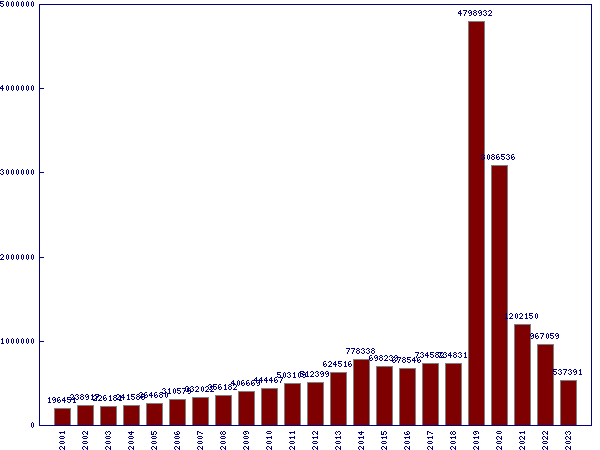
Anzahl registrierter Domains von 2001 bis 2023.

Insgesamt darf eine .tw-Domain zwischen zwei und 63 Zeichen lang sein. Seit Mitte 2010 sind .tw-Domains in chinesischer Sprache möglich. Obwohl damit auch zahlreiche Sonderzeichen nach dem Punycode-Verfahren unterstützt werden, sind diese nicht bei jedem Registrar verfügbar – viele lassen weiterhin nur alphanumerische Zeichen zu. Die Zuteilung von Domains erfolgt vollkommen automatisiert und benötigt in der Regel zwischen einem und zwei Tagen. Neben der Top-Level- stehen auch einige Second-Level-Domains zur Verfügung, die sich an spezielle Zielgruppen richten, wie zum Beispiel .com.tw für Unternehmen, .idv.tw für Privatpersonen oder .org.tw für gemeinnützige Organisationen.
Bei .org.tw gilt es zu beachten, dass diese im Unterschied zu .org wirklich nur von Organisationen mit formell anerkannter Gemeinnützigkeit verwendet werden kann. Interessenten, die nicht in Taiwan als Non-Profit-Organisation eingetragen sind, müssen ihren gemeinnützigen Charakter anhand von Dokumenten ihres jeweiligen Heimatlandes belegen. Zusätzlich muss das sogenannte Domain Name Committee of TWNIC diese Belege für rechtmäßig erklären. Dieses Prozedere wurde im April 2012 mit Einführung der neuen Vergabekriterien zuletzt geändert.

## Probleme
Seit dem Jahr 2008 gibt es immer wieder Berichte über Betrugsfälle im Zusammenhang mit der Top-Level-Domain. So sollen insbesondere chinesische Domain-Händler aggressiv Kunden werben, denen überteuerte .cn- oder .com.cn-Domains angeboten werden, die mit der .tw- oder .com.tw-Adresse der betroffenen Personen identisch sind. Häufig besitzen die entsprechenden Anbieter aber nicht einmal eine Akkreditierung bei der CNNIC.